# Upper Longdon
Upper Longdon – wieś w Anglii, w hrabstwie Staffordshire, w dystrykcie Lichfield. Leży 17 km na południowy wschód od miasta Stafford i 183 km na północny zachód od Londynu.